# Lesná (Nový Kostel)
Lesná (dříve Valdov; německy Wallhof) je osada, základní sídelní jednotka obce Nový Kostel, v okrese Cheb, v Karlovarském kraji.
V roce 2011 zde trvale žili 4 obyvatelé.
Lesná (Lesná u Nového Kostela) je také název katastrálního území o rozloze 2,1 km2.

## Geografie a přírodní poměry
Osada se rozkládá v Chebské pánvi asi 1,5 kilometrů jižně od Nového Kostela, v mělkém údolí podél potoka Lubinka nedaleko jeho soutoku s Plesnou.

## Historie
První písemná zmínka o vsi pochází z roku 1265. Vznikla jako osamocený poplužní dvůr, rozdělený mezi waldsasenský klášter a řád německých rytířů s komendou v Chebu. Klášter ve Waldsassen držel dvůr v majetku až do roku 1348, kdy jej koupil Trost Winkler. Později připadl dvůr a vzniklá ves do královského majetku. Jako manství daroval ves Jiří z Poděbrad roku 1461 Šlikům, v roce 1518 je poprvé výslovně zmíněna místní tvrz. Šlikové vlastnili Lesnou do roku 1545, kdy ji získal Jiří Multz z Valdova. K Lesné byly za Multzů připojeny okolní vesnice a osady Božetín, Hrzín, Nový Kostel, Spálená, statek Nový Dvůr a některé další, již zaniklé osady. Původní drobný statek se změnil v rozsáhlé zboží a po roce 1600 došlo k jeho rozdělení na tzv. Přední Lesnou a Zadní Lesnou a poté ještě k rozdělení každého statku na dva díly. Multzové z Valdova vlastnili ves až do roku 1846, po nich do konce druhé světové války Auerspergové. Za první republiky byla Lesná přejmenovaná na Valdov.
Během vývoje vznikla v Lesné tři panská sídla. Nejstarším bylo okrouhlé tvrziště v jihozápadní části. Dobu jeho vzniku a původní podoba nejsou známé, tvrziště nejspíš vzniklo v průběhu 14. století. Bylo obklopené vodním příkopem napájeným z potoka Lubinky. Na jeho místě stála ještě v polovině 19. století velká budova, později zaniklá. Severně od původního tvrziště vystavěli Šlikové zřejmě záhy po roce 1461 novou tvrz – zámek Valdov. Za Multzů z Valdova byla tvrz renesančně upravena a rozšířena. Kromě této tvrze založili Multzové ve vsi ještě třetí sídlo. O existenci všech tří panských sídel svědčí zápis o škodách způsobených průtahy vojsk Loketskem roku 1648. V zápise se vádí, že do základů jsou zničená tři rytířská sídla, patřící Multzům z Valdova. Existenci panských sídel rovněž dokladuje katastrální mapa Lesné z roku 1842, kde jsou zakresleny tři velké poplužní dvory a tehdy ještě stojící dvě panská sídla. Jedno z nich však do roku 1900 zaniklo, dochovala se však druhá budova bývalého sídla. Stavení o dvou patrech mělo valbovou střechu, dvojúrovňové přízemí, zčásti zapuštěné do terénu, což svědčí o složitém vývoji. Po barokní přestavbě z 18. století a pozdně barokní úpravě z roku 1803 dostala budova novou podobu. Poslední majitelkou byla baronka Františka von Kopal z Hřebenů, která zámek vlastnila až do roku 1945. Po roce 1945 objekt zchátral a skončil v ruinách. Ve zdejší obci byl také mlýn.
Po roce 1945 došlo k odsunu německého obyvatelstva a po vysídlení německých obyvatel došlo jen k částečnému dosídlení českými obyvateli. V roce 2010 bylo území osady vyhrazeno pro budování objektů, určených k rekreačním účelům.
Na bývalou vesnici a honosná panská sídla upomíná pouze skupina tří památných stromů, dubů letních, pojmenovaných jako Valdovské duby, rostoucích v bývalém zámeckém parku na jihovýchodním okraji osady.

## Obyvatelstvo
Při sčítání lidu v roce 1921 zde žilo 251 obyvatel německé národnosti, všichni se hlásili k římskokatolické církvi.
| Rok            | 1869 | 1880 | 1890 | 1900 | 1910 | 1921 | 1930 | 1950 | 1961 | 1970 | 1980 | 1991 | 2001 | 2011 |
| -------------- | ---- | ---- | ---- | ---- | ---- | ---- | ---- | ---- | ---- | ---- | ---- | ---- | ---- | ---- |
| Počet obyvatel | 378  | 286  | 258  | 270  | 255  | 251  | 238  | 22   | 36   | 14   | 1    | –    | 4    | 4    |
| Počet domů     | 45   | 45   | 44   | 42   | 37   | 36   | 41   | 35   | –    | 3    | 1    | –    | 1    | 1    |

## Obecní správa
Lesná byla v letech 1869–1880 pod názvem Valdhof osadou obce Neukirchen (Nový Kostel), v letech 1890–1910 pod názvem Wallhof osadou obce Nový Kostel, 1921–1930 pod názvem Valdov osadou obce Nový Kostel, v letech 1950–1980 osadou obce Nový Kostel. Od 1.7.1980 se jako osada již neuvádí.